# 忻东旺
忻东旺（1963年—2014年1月11日），河北省张家口康保县忻家坊村人，中国画家。
先后任教于山西师范大学美术系、天津美术学院油画系，后担任清华大学美术学院绘画系副教授，作品有《诚城》、《明天多云转晴》、《适度兴奋》、《远亲》、《边缘》、《早点》等。2014年1月11日，因淋巴癌去世。